# City tower
Le City Tower d'Offenbach-sur-le-Main est un gratte-ciel de 120 mètres de haut construit en 2003. La tour a deux étages en sous-sol, dont un parking souterrain, un rez-de-chaussée et 32 étages avec une galerie de 700 m2 et a une surface brute de plancher de 23 000 m2. Les équipements techniques sont situés dans les premier et deuxième sous-sol et dans certaines parties des 25e et 33e étage.
Grâce à l'assemblage d'un mât de près de 18 mètres en acier, le bâtiment atteint une hauteur totale de 140 mètres, ce qui en fait le plus haut bâtiment dans la ville d'Offenbach. La City Tower est située dans le centre directement sur le marché grâce à l'accès au réseau du S-Bahn Rhein-Main. 
Le locataire principal, City Tower est la société de conseil Capgemini.

## Source
- (de) Cet article est partiellement ou en totalité issu de l’article de Wikipédia en allemand intitulé « City Tower Offenbach » (voir la liste des auteurs).